# Cystostemon medusa
Cystostemon medusa är en strävbladig växtart som först beskrevs av John Gilbert Baker, och fick sitt nu gällande namn av A.G. Miller och H. Riedl. Cystostemon medusa ingår i släktet Cystostemon, och familjen strävbladiga växter. Inga underarter finns listade i Catalogue of Life.